# اشلات
شلادت (به آلمانی: Schladt) یک شهر در آلمان است که در برنکاستل-ویتلیش واقع شده‌است. شلادت ۱۲۱ نفر جمعیت دارد.